# Jörg Scherz
Jörg Scherz (* 1963) ist ein deutscher Basketballtrainer.

## Laufbahn
Scherz war Basketballspieler beim Osnabrücker SC und ab 1980 beim OSC auch als Trainer tätig. 1986 führte er im Alter von 22 Jahren Osnabrücks weibliche C-Jugend zum Gewinn der deutschen Meisterschaft, zwei Jahre später gewann die weibliche B-Jugend des Vereins den deutschen Meistertitel.
Im Mai 1989 führte er die Basketballauswahl des Ratsgymnasiums Osnabrück zum Gewinn des Bundesschulwettbewerbs Jugend trainiert für Olympia. 1989 stiegen die Damen des Osnabrücker SC unter Scherz’ Leitung als Cheftrainer in die 2. Bundesliga und 1992 in die 1. Bundesliga auf. 1998 führte er die OSC-Damen zur deutschen Vizemeisterschaft: In den Endspielen verlor der OSC gegen den BTV Wuppertal. Im deutschen Pokalwettbewerb stand Scherz mit den OSC-Frauen 1995 und 1998 im Endspiel, man unterlag jeweils wieder dem BTV Wuppertal. In der zweiten Hälfte der 1990er Jahre war er zeitweilig auch Co-Trainer der deutschen Damen-Nationalmannschaft.
Zwischen 1998 und 2007 war der hauptberuflich als Lehrer für Deutsch und Geschichte beschäftigte Scherz nicht als Basketballtrainer tätig, ehe er beim Osnabrücker SC wieder Mannschaften betreute. 2014 führte er die weibliche U17 des OSC zum deutschen Meistertitel. Aufgrund von Meinungsverschiedenheiten mit dem Vorstand des Osnabrücker SC sowie Entscheidungsträgern der Osnabrücker Zweitliga-Damenmannschaft verließ Scherz nach dem Gewinn des Meistertitels den Verein, gründete gemeinsam mit 13 weiteren Personen den Basketball-Club (BBC) Osnabrück und wurde dessen Vorsitzender. Im Frühjahr 2018 gewann die weibliche U14 des BBC unter Scherz als Trainer die deutsche Meisterschaft. Im Spieljahr 2022/23 gelang ihm mit den Damen des BBC Osnabrück der Aufstieg in die 2. Bundesliga, in sämtlichen 18 Regionalliga-Spielen blieb man ungeschlagen. 2025 erreichte Scherz mit den BBC-Damen das Zweitliga-Endspiel, das knapp gegen Bochum verloren wurde. Im Sommer 2025 gab er das Traineramt beim BBC Osnabrück ab, um sich übrigen Aufgaben im Verein zu widmen.